# 移民国籍法
移民国籍法（いみんこくせきほう、Immigration and Nationality Act of 1952）は、アメリカ合衆国の移民と国籍に関する事項を定めた1952年の法律である。通称マッカラン=ウォルター法。ネバダ州選出の上院議員パトリック・マッカランとペンシルベニア州選出の下院議員フランシス・ウォルター（en:Francis E. Walter）が中心になり1952年に制定された。

## 概要
この移民国籍法は、それ以前に帰化権が認められていた中国人、インド人、フィリピン人ら以外のアジア出身者（日本人、朝鮮人など）にも帰化権を認めたが、移民数の出身国割り当て規定は存続しつづけた。そのため、アジア出身者の移民と帰化は制限されたままであった。1965年の大改正（ハート=セラー法）は出身国割り当て制限を撤廃し、西半球出身者と東半球出身者という大まかな枠で移民の数を決めることとし、特別な技能を持った人材を積極的に受け入れる姿勢に転じた。
この他にも細部の改正は数年に一度行われている。1986年の改正は偽装結婚による永住権取得を困難にするものであった。2001年9月11日の同時多発テロ以降は、移民を厳しく制限しようとする議論が巻き起こり、テロリズムを摘発し阻止するため適切な手段を提供することによりアメリカを団結させ強化する法（愛国者法）による修正が加えられた。